# LWD Szpak
LWD Szpak – polski samolot turystyczny i dyspozycyjny zbudowany w Lotniczych Warsztatach Doświadczalnych w Łodzi, konstrukcji inż. T. Sołtyka. Pierwszy samolot zbudowany i oblatany w Polsce po zakończeniu II wojny światowej.

## Historia
W październiku 1944 w Lublinie pod kierunkiem inż. Tadeusza Sołtyka zebrał się zespół konstruktorów celem zaprojektowania czteromiejscowego samolotu łącznikowo-dyspozycyjnego, nazwanego Szpak-1. Na początku 1945 biuro to przeniesiono do Łodzi, z dniem 1 kwietnia 1945 powołując Lotnicze Warsztaty Doświadczalne w Łodzi. Z powodu większych możliwości warsztatów w Łodzi, zrezygnowano z budowy Szpaka-1 na rzecz dalszego rozwoju samolotu.

Silnik Sh-14A eksponowany w MLP w Krakowie

Samolot LWD Szpak-2 był rozwinięciem wcześniejszej konstrukcji, z zastosowaniem konstrukcji mieszanej zamiast drewnianej. Już 28 października 1945 został oblatany jego prototyp na lotnisku Lublinek przez por. pilota Antoniego Szymańskiego (podczas pierwszego lądowania złamało się podwozie i oficjalny oblot został dokonany 6 listopada 1945 ok. godz. 12.45). Samolot ten był pierwszym samolotem zbudowanym i oblatanym w Polsce po zakończeniu II wojny światowej i otrzymał rejestrację SP-AAA. Zbudowano go w jednym egzemplarzu. Do budowy użyto części podzespołów poniemieckich, przede wszystkim silnika Bramo Sh 14 i rur z rozbitych samolotów. Okazał się on być konstrukcją udaną i w okresie od 10 maja 1946 do 5 kwietnia 1948 wykonał 500 lotów z 250 pasażerami. W latach 1947–1948 był rządowym samolotem dyspozycyjnym. Po wycofaniu z eksploatacji ostatecznie trafił do Muzeum Lotnictwa w Krakowie. 
Następcą był LWD Szpak-3, który po PZL S-1 stał się trzecią polską powojenną konstrukcją lotniczą. Oblatany 17 grudnia 1946 roku przez tego samego pilota był samolotem doświadczalnym z podwoziem trójkołowym, zbudowany w jednym egzemplarzu i zarejestrowany jako SP-AAB. Samolot wykorzystywany był jako dyspozycyjny w Ministerstwie Spraw Zagranicznych, później w LWD jako fabryczny, aż ostatecznie znalazł się w Muzeum Lotnictwa w Krakowie.
W 1947 powstał prototyp LWD Szpak-4A jako dwumiejscowy samolot akrobacyjny. Podstawową zmianą było zastąpienie drewnianej kratownicy kadłuba przez stalową z rur spawanych. Oblatany został 28 maja 1947 roku. Nie został jednak dopuszczony do akrobacji, lecz używany był jako fabryczny samolot dyspozycyjny w latach 1947–1948. Miał on odkrytą kabinę z miejscami obok siebie.
Na jego podstawie powstał czteromiejscowy samolot turystyczny LWD Szpak-4T, którego pierwszy fabryczny egzemplarz został oblatany 5 stycznia 1948 przez pilota Ludwika Lecha. Budowę serii zamówiło Ministerstwo Komunikacji w zakładach WSK Mielec, według dokumentacji LWD. Produkcję zakończono na 10 egzemplarzach o numerach rejestracyjnych SP-AAF do SP-AAO i SP-AAR. Były to pierwsze samoloty seryjnie produkowane w Polsce powojennej. Jeden z wyprodukowanych egzemplarzy SP-AAF wystawiony był na Międzynarodowych Targach Poznańskich w maju 1947 roku. Dziewięć egzemplarzy Szpaków-4T przekazano później aeroklubom, z wyjątkiem SP-AAG, wycofanego z eksploatacji w 1955 r., który obecnie znajduje się w Muzeum Lotnictwa w Krakowie.